# 小行星21488
小行星21488（21488 Danyellelee）是一颗绕太阳运转的小行星，为主小行星带小行星。该小行星于1998年4月21日发现。

## 轨道参数
小行星21488的轨道半长轴为2.1895974 UA，离心率为0.044。